# Statua di Atena seduta
La Statua di Atena seduta è una scultura a tutto tondo in marmo insulare (h 147 cm, incluso il plinto) datata intorno al 530-525 a.C. Trovata ai piedi del pendio nord dell'acropoli di Atene nel 1821 (Dickins, 1912) è stata identificata con la statua descritta nel II secolo da Pausania il Periegeta come opera dello scultore Endoios, dedicata da Callia e situata nei pressi dell'Eretteo (I, 26.4). La statua è conservata al Museo dell'acropoli di Atene e inventariata con il n. 625.

## Storia
L'opera riuscì per qualche ragione a scampare al sacco dei Persiani del 480-479 a.C. La descrizione di Pausania dell'Atena seduta come opera dedicata da Callia e scolpita da Endoios è attestata anche in Atenagora di Atene (Legatio pro Cristiani). Da uno studio pubblicato nel 2001, dedicato al riesame di tutte le testimonianze disponibili relative al luogo del ritrovamento, anteriori e posteriori a quest'ultimo, risulta che l'Atena di Endoios fu mutilata e inglobata in un muro tardoantico (databile in base alla struttura al III secolo circa) a sua volta incluso nelle fortificazioni costruite dall'Impero ottomano verso la metà del XVIII secolo, le quali, dando accesso all'acropoli attraverso la porta settentrionale, resero la statua visibile ai visitatori. Richard Chandler, che visitò Atene nel 1765, fu il primo a parlare di una statua di Isis, inserita nel muro che si trovava alla sua destra prima di uscire dalla cittadella. Un disegno di Sir William Gell, databile tra il 1801 e il 1806 e conservato al British Museum, mostra l'Atena 625 all'interno del muro tardoantico, con la parte anteriore a vista, trattata dunque con un'attenzione reverenziale che spiega, tra l'altro, la scarsa conservazione della superficie marmorea esposta alle intemperie. L'area fu distrutta durante i primi anni della  Guerra d'indipendenza greca (1821), dieci anni prima che iniziassero gli scavi sull'Acropoli. Quando Eduard Gerhard visitò Atene nel 1837, la statua era stata immagazzinata nei pressi dei Propilei; come anno del "ritrovamento" venne indicato il 1821 e con questa data l'opera fu pubblicata dal Dickins nel 1912. L'Atena venne infine accolta nel Museo dell'acropoli quando fu costruito nella seconda metà del secolo.

## Descrizione
Il trono della dea è una sedia senza schienale e senza braccioli. Le gambe e il corpo sono rivolti in modo leggermente eccentrico e in direzioni opposte. Sembra stendere entrambi gli avambracci, forse tenendo in origine lancia e phiale. Il piede destro è tirato indietro e il tallone sollevato dal terreno. La testa è piegata leggermente in avanti. Le spalle sono larghe e i fianchi stretti. Indossa l'egida con il gorgoneion, originariamente decorata con serpenti di metallo, e un leggero chitone con cintura. I lunghi capelli scendono posteriormente in una massa indifferenziata e anteriormente sulle spalle divisi in quattro ciocche su ciascun lato. La statua deriva dalla riunione di 3 frammenti: la parte principale della figura e i due gomiti. Mancano la testa, gli avambracci, la parte anteriore del piede sinistro e la parte destra del trono. La superficie è abrasa dalla lunga esposizione all'aria aperta e il plinto è scheggiato. La posa innovativa e l'ottima esecuzione indicano la presenza di un artista capace.

## Stile

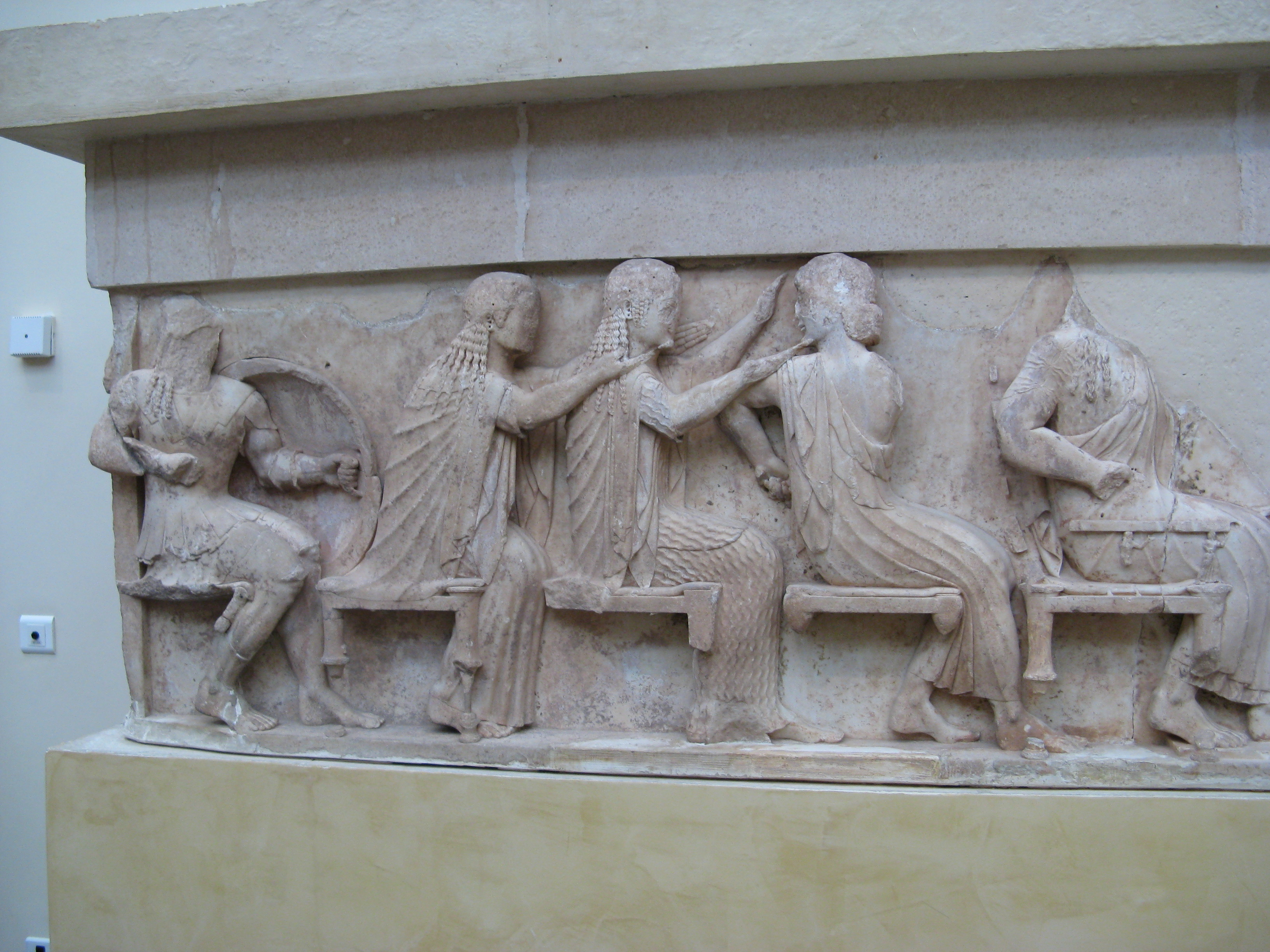
Particolare del fregio est del Tesoro dei Sifni, Il concilio degli Dei. 530-525 a.C.

La particolarità dell'Atena seduta di Endoios consiste soprattutto nella differenza rispetto alla staticità che è tipica di questa tipologia scultorea in epoca arcaica. Lontana dalle figure sedute greco-orientali, quasi fuse insieme al sedile, la figura di Endoios ritrae indietro la gamba destra e sembra sporgere il busto in avanti, un gesto irrequieto che rompe con lo schema frontale della tradizione arcaica, alla ricerca di una diversa rappresentazione della figura nello spazio. Per questa caratteristica Andreas Rumpf ha potuto avvicinare l'autore di quest'opera a quello ipotizzato per altre opere testimoni della vitale tensione presente nella scultura attica del periodo, la Kore col peplo, il Cavaliere Rampin e le divinità sedute presenti nel fregio est del Tesoro dei Sifni.